# Lac Bleu (Ayas)
Pour les articles homonymes, voir Lac Bleu.
Le lac Bleu se trouve sur la commune valdôtaine d'Ayas.

## Description
Le lac Bleu se trouve à une altitude de 2 184 mètres, en amont du hameau de Saint-Jacques-des-Allemands, dans une cuvette limitée à l'ouest par un versant rocheux et à l'est par la moraine de droite du Grand glacier de Verraz.
La couleur turquoise de ses eaux est due à la présence de silt glaciaire.